# Lago Ranco (comune)
Lago Ranco è un comune del Cile della provincia di Ranco nella Regione di Los Ríos. Al censimento del 2002 possedeva una popolazione di 10.098 abitanti.

## Società

### Evoluzione demografica
| Censimento del 1992 | Censimento del 2002 |
| 10.460 ab.          | 10.098 ab.          |